# Cour supérieure de justice (Ontario)
Dans la province canadienne de l'Ontario, la Cour supérieure de justice est un tribunal de droit commun de première instance qui a compétence sur des affaires de droit criminel, de droit civil et de droit de la famille.